# Madrids sexdagars
Madrids sexdagars var ett spanskt sexdagarslopp i bancykling som avhölls i Palacio de Deportes i Madrid från denna arenas invigning 1960 till 1970, då José Solís Ruiz, generalsekreterare i "Rörelsen", ersatte arenans sportinriktning med cirkus. Det återupptogs på 1980-talet, men lades ner efter några år. Loppet hölls vanligtvis på senhösten/förvintern (oktober till december). 1986 arrangerades två lopp, men det första tillhörde egentligen vintersäsongen 1985/1986.
Flest segrar, tre stycken, togs av Rik Van Steenbergen.

## Podieplaceringar
| År             | Vinnare                                      | Tvåa                                          | Trea                                         |
| 1960           | Ronald Murray John Tressider                 | Luis Penalver Miguel Poblet                   | Raymond Impanis Edgard Sorgeloos             |
| 1961           | Oscar Plattner Armin von Büren               | Jorge Bátiz Miguel Poblet                     | Leandro Faggin Giuseppe Ogna                 |
| 1962           | Miguel Bover Miguel Poblet                   | Leandro Faggin Ferdinando Terruzzi            | Tom Simpson John Tressider                   |
| 1963           | Joseph De Bakker Rik Van Steenbergen         | Jorge Bátiz Guillermo Timoner                 | Julio San Emeterio Francesco Tortella        |
| 1964           | Federico Bahamontes Rik Van Steenbergen      | Guillermo Timoner Francesco Tortella          | Willi Altig Klaus Bugdahl                    |
| 1965           | Romain De Loof Rik Van Steenbergen           | José María Errandonea Francesco Tortella      | Rafael Carrasco Lucien Gillen                |
| 1966           | Walter Godefroot Emile Severeyns             | Giuseppe Beghetto Leandro Faggin              | José Manuel López Rodríguez Domingo Perurena |
| 1967           | Jan Janssen Gerard Koel                      | José Manuel López Rodríguez Arthur Decabooter | Ron Baensch Sidney Patterson                 |
| 1968- 1969     | ej avhållet                                  | ej avhållet                                   | ej avhållet                                  |
| 1970           | José Manuel López Rodríguez Domingo Perurena | Fritz Pfenninger Alain Van Lancker            | Jan Janssen Gerard Koel                      |
| 1971- 1980     | ej avhållet                                  | ej avhållet                                   | ej avhållet                                  |
| 1981           | Donald Allan Faustino Rupérez                | Miguel María Lasa Wilfried Peffgen            | Willy De Bosscher Constant Tourné            |
| 1982           | Gert Frank Avelino Perea                     | Jan Raas Leo van Vliet                        | Noël Dejonckheere Josef Kristen              |
| 1983           | Enrique Martínez Heredia René Pijnen         | Günther Schumacher Joop Zoetemelk             | Willy De Bosscher Patrick Moerlen            |
| 1984- 1985     | ej avhållet                                  | ej avhållet                                   | ej avhållet                                  |
| 1986 januari   | Gerrie Knetemann José Luis Navarro           | Pierangelo Bincoletto Bruno Vicino            | Alain Bondue Peter Pieters                   |
| 1986 okt./nov. | Roman Hermann Sigmund Hermann                | René Pijnen Pello Ruiz Cabestany              | Constant Tourné Etienne De Wilde             |